# El presoner de Zenda (pel·lícula de 1952)
El presoner de Zenda (títol original en anglès: The Prisoner of Zenda) és una pel·lícula estatunidenca dirigida per Richard Thorpe, estrenada el 1952. Aquesta versió de la novel·la d'Anthony Hope és un remake quasi pla per pla de l'adaptació cinematogràfica de 1937. Ha estat doblada al català.

## Argument
Rodolf Rassendyll, un turista anglès, arriba a Strelsau, capital d'un país imaginari d'Europa Central, la Ruritania. Hi troba un llunyà cosí del qual és la perfecta còpia, el príncep hereu Rodolf V. Aquest ha de ser coronat Rei l'endemà, però al final de la vesprada que els dos parents allunyats passen junts, el futur sobirà no pot ser reanimat: ha begut un vi drogat per una còmplice del seu germanastre, Michael de Strelsau, que compta a proclamar-se Regent del Regne, per l'absència a la Cerimònia de la Coronació de Rodolf V, després fer-lo assassinar per accedir així al Tron. Però dos fidels del príncep legítim, el Coronel Zapt i Fritz von Tarlenheim, proposen a Rassendyll que faci el paper de sobirà a la coronació, gràcies a aquesta providencial semblança. Les coses es compliquen quan Rodolf V, encara adormit, és segrestat el mateix dia pel mercenari Rupert d'Hentzau; a més a més, Rassendyll s'enamora de la Princesa Flavia, promesa en matrimoni al príncep hereu.

## Repartiment
- Stewart Granger: Rodolf Rassendyll / Rodolf V
- Deborah Kerr: La princesa Flavia
- Louis Calhern: El coronel Zapt
- Jane Greer: Antoinette de Mauban
- Lewis Stone: El cardenal
- Robert Douglas: Michel, duc de Streslau
- James Mason: Rupert de Hentzau
- Robert Coote: Fritz von Tarlenheim
- Francis Pierlot: Josef
- Charles Watts: El porter

I, entre els actors que no surten als crèdits:
- Kathleen Freeman: Gertrud Holf
- Doris Lloyd: Lady Topham
- Stanley Logan: Lord Topham